# 케니 존스
케니 존스(Kenney Jones, 1948년 9월 16일 ~ )는 영국의 음악가이다. 스몰 페이시스와 더 후의 드럼 연주자로 활동했다.